# خاتم المزاج

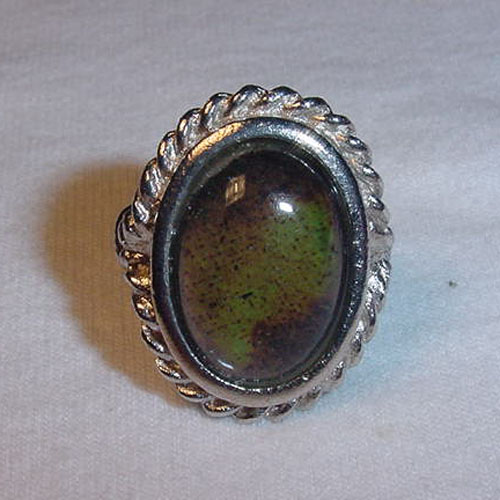
خاتم مزاج متغير اللون.

خاتم المزاج هو خاتم يحتوي على عنصر متلون حراريًا كالبلورة السائلة حيث يتغير اللون على أساس درجة حرارة إصبع من يرتديه. معظم الخواتم الجديدة يُصاحبها رسم بياني ملون يشير إلى المزاج المفترض لمن يرتديها على أساس لون الخاتم.
اخترع خاتم المزاج في سنة 1975 م على يد جوش رينولدز وماريس أمباتس، اللذان مزجا بلورات سائلة بأحجار الكوارتز في الخواتم. عُرض الخاتم في البداية مقابل $145 للنموذج الفضي وبمبلغ $250 مقابل النموذج الذهبي، وسرعان ما أصبح موضة في سبعينيات القرن العشرين.